# Відпорний гак

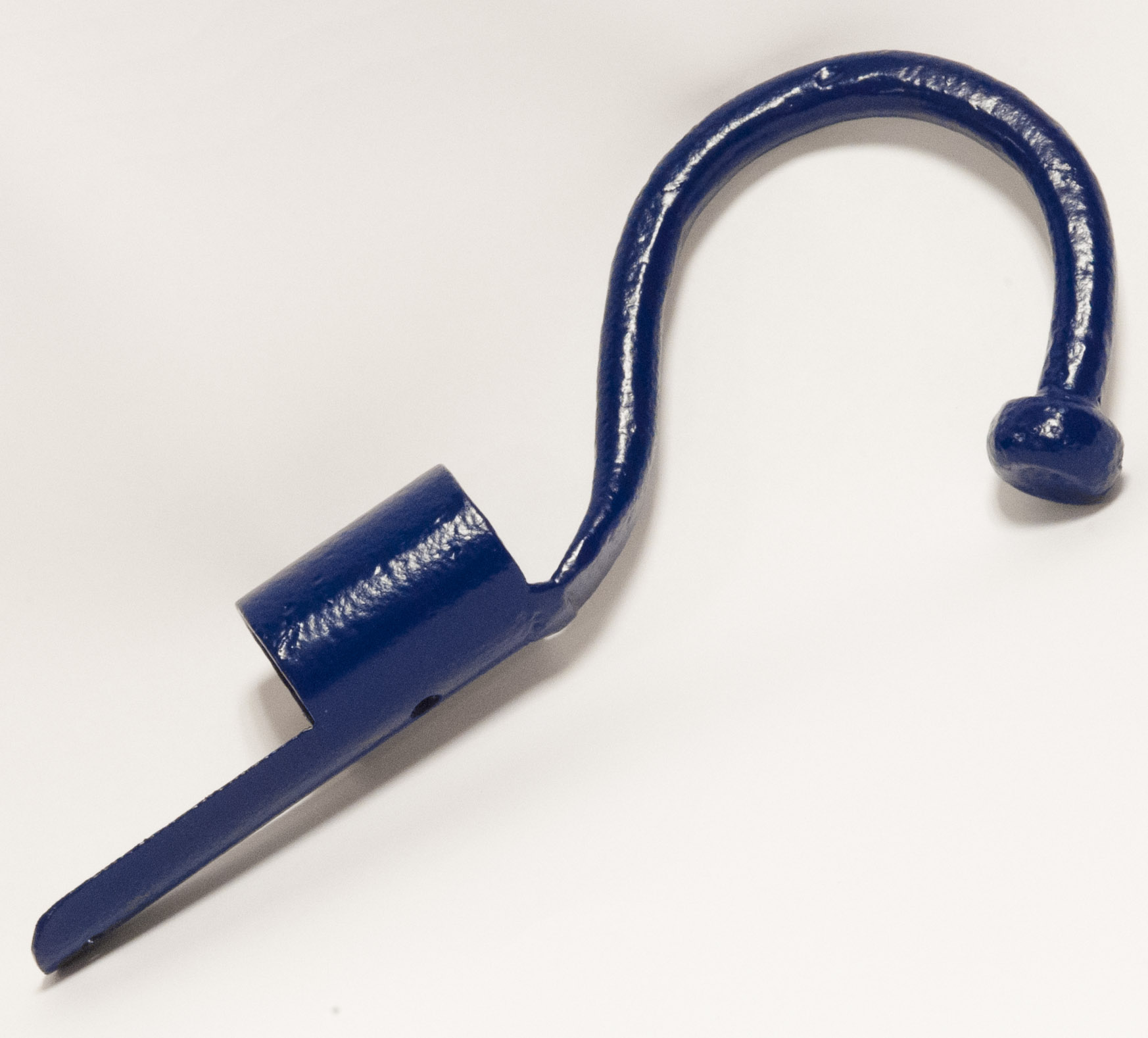
Наконечник відпорного гака

Відпорний гак, шлюпочний гак, очепа — різновид багра, пристрій для підтягання та відштовховування шлюпок, човнів. Відрізняється від інших типів багрів затупленими робочими кінцями.

## Будова

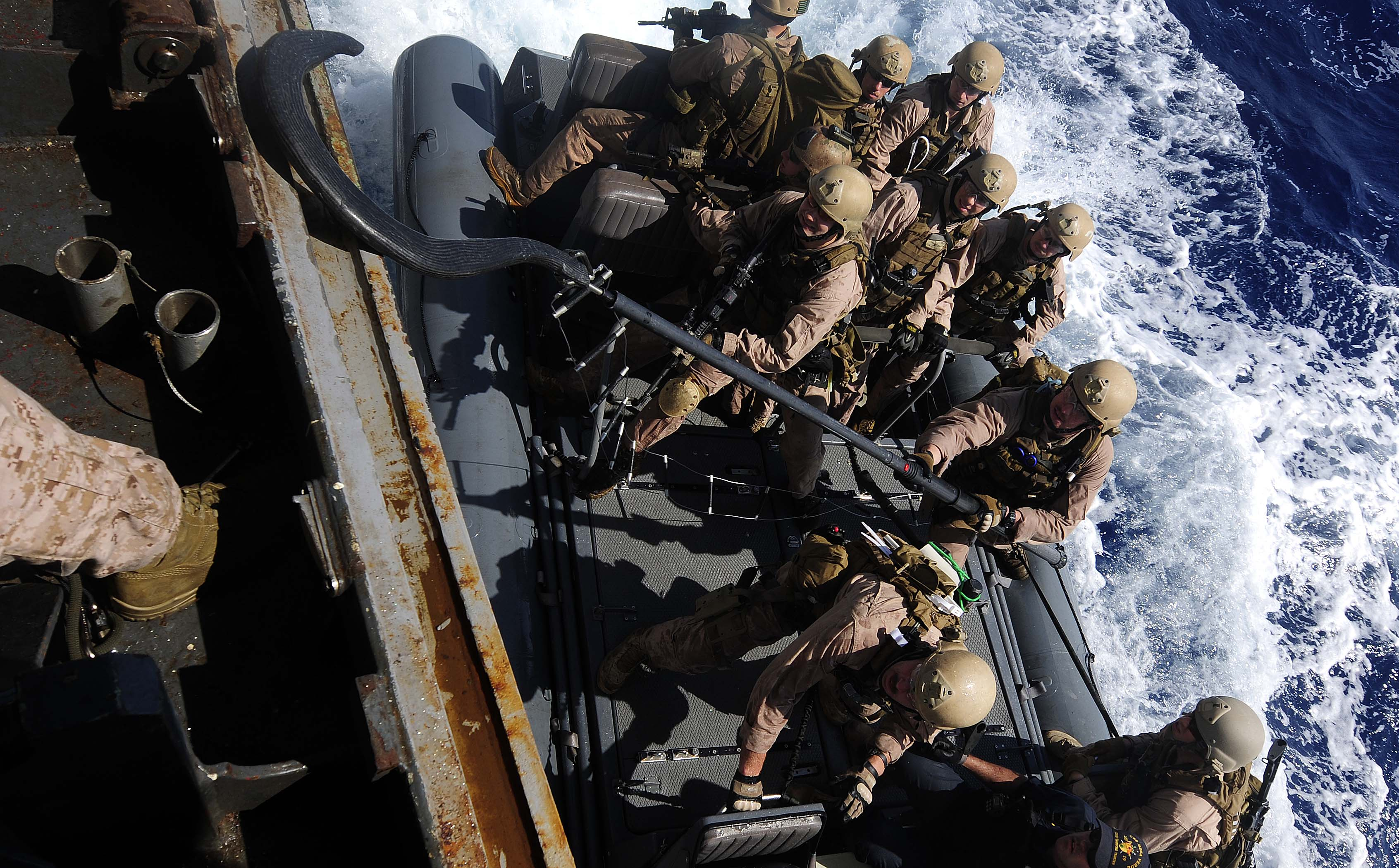
Американські морські піхотинці підтягають гумовий човен за допомогою відпорного гака

Відпорний гак складається з держака 1-3 м завдовжки та наконечника, який може бути різної форми. Древка відпорних гаків раніш виготовлялися з дерева, зараз їх часто роблять з алюмінію і для зручності іноді виконують розсувними, телескопічними. Наконечники відпорних гаків раніш були сталевими, а зараз для їхнього виготовляння, поряд зі сталлю, використовують і пластик. Деякі зразки відпорних гаків зроблені єдним цілим з веслом — держак весла на протилежному від лопаті кінці має пластиковий гак з кульками.

## Варіанти
- Один з варіантів відпорного гака являє собою древко з насадженим металевим наконечником, який має два загнутих ріжки й один прямий, з кулькою. Загнутими ріжками підтягають шлюпки, а прямим — навпаки, відштовхують.
- Більш сучасний варіант являє собою легке металеве древко з наконечником у формі кульки і одного ріжка з двома кульками на кінці.
- Ще один різновид — з наконечником у формі літери «S», який слугує як для підтягання, так і для відштовхування.
- Існують також відпорні гаки, які являють собою звичайні багри, але з тупими гаками та закругленими вістрями.